# Typ porządkowy
Typ porządkowy – typ danych w określonym języku programowania, którego zbiór wartości stanowi ograniczony i uporządkowany ciąg wartości prostych.
Dla każdej wartości należącej do pewnego typu porządkowego określona jest
- wartość następna – następnik (z wyjątkiem wartości ostatniej w uporządkowanym ciągu możliwych wartości danego typu porządkowego), np. funkcja Succ(x) w Turbo Pascalu[2]
- wartość poprzednia – poprzednik (z wyjątkiem wartości pierwszej w uporządkowanym ciągu możliwych wartości danego typu porządkowego), np. funkcja Pred(x) w Turbo Pascalu[2]
- indeks, określający miejsce w uporządkowanym ciągu wartości, np. funkcja Ord(x) w Turbo Pascalu[2].

Zdefiniowanie pojęcia typu porządkowego w pewnych językach programowania zostało dokonane w celu określenia tych typów, które mogą być zastosowane w pewnych konkretnych kontekstach kodu źródłowego. Są to:
- zmienne sterujące
- operacje następnika i poprzednika (np. w Pascalu: succ() i pred())
- operacje inkrementacji i dekrementacji (np. w C[3]: ++, --)
- indeksowanie tablic, itp.

W języku Pascal, w którym termin typu porządkowego został zdefiniowany wprost, typami porządkowymi są:
- typ całkowity (integer, word, longint, shortint, byte)
- typ wyliczeniowy
- typ logiczny (boolean)
- typ znakowy (char)
- typ okrojony (w1..w2)

Typ porządkowy posiada taki zbiór wartości których fizyczna reprezentacja w komputerze może być łatwo i bez jakichkolwiek przeliczeń rzutowana na typ całkowity.